# IJburg
IJburg è un quartiere residenziale nella parte est di Amsterdam, al 2014 in fase di ampliamento e costruzione. Si trova nel lago IJ, su alcune isole artificiali create appositamente sul lago. Dal punto di vista amministrativo, dal 2010 IJburg fa parte del quartiere Zeeburg di Amsterdam.

## Storia
Nel 1965 gli architetti Van den Broek e Bakema progettarono una città sul Lago IJ che doveva ospitare 350.000 abitanti, la maggior parte dei quali provenienti da Amsterdam. Ma a quell'epoca fu scelta un'altra strategia, costringendo gli abitanti di Amsterdam a spostarsi verso aree urbane in espansione come Purmerend, Hoorn e Almere. Inoltre a sud di Amsterdam fu costruito il Bijlmermeer e fu allargato il Diemen.
Negli anni '80 ci fu un cambiamento politico e si cercarono aree edificabili più vicine alla città. Visto che Amsterdam è situata tra Schiphol e riserve naturali come il Bovenkerkerpolder e il Landelijk Noord, l'unico sito edificabile era il Nieuw-Oost (Nuovo Est).
Nel 1996 l'amministrazione cittadina decise di costruire il nuovo quartiere. Gli oppositori del piano richiesero un referendum, sostenendo che l'impatto ambientale poteva essere negativo per il Lago IJ. Il referendum fu tenuto il 19 marzo 1997. La maggioranza dei votanti si espresse contro il progetto, ma il quorum non fu raggiunto e così fu possibile iniziare la costruzione.

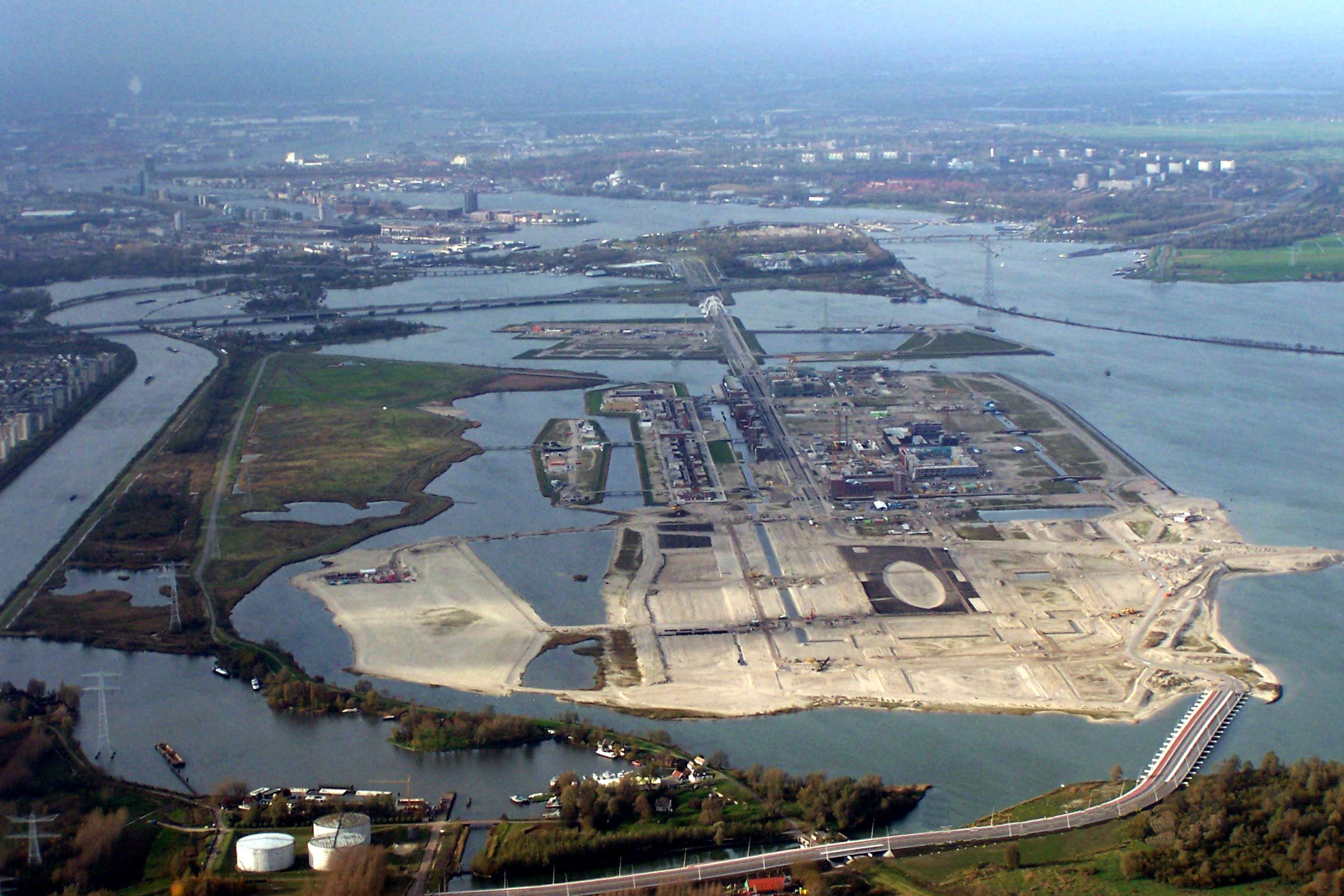
Fotografia aerea di IJburg in costruzione (novembre 2004).

## Isole
IJburg consiste di alcune isole artificiali costruite nel Lago IJ: Steigereiland, Haveneiland e Rieteilanden. La Fase 1 del progetto consisteva nella costruzione e l'edificazione di queste 3 isole. Altre isole sono in costruzione: Centrumeiland (dal 2021), Middeneiland, Strandeiland (dal 2022) e Buiteneiland (dal 2023). Il progetto iniziale prevedeva un totale di 10 isole, ma una decisione della Corte Amministrativa Suprema ha rimandato la costruzione delle altre isole e ha annullato la licenza edilizia della Fase 2 per insufficiente valutazione d'impatto ambientale.
La principale via di comunicazione di ILburg è l'IJburglaan (Viale IJburg), che collega le isole. C`è anche una linea tranviaria che collega le isole alla città e alla Stazione Centrale di Amsterdam (linea 26, la linea tranviaria più moderna di Amsterdam e l'unica su cui è permesso salire a bordo con biciclette non pieghevoli).

## Residenti
I primi residenti si sono trasferiti nelle loro abitazioni sull'isola Rieteiland nel novembre del 2002. In seguito si sono trasferiti i proprietari delle case e degli appartamenti sulle isole Haveneiland e Steigereiland. La Fase 1 della costruzione ha subito dei ritardi e ciò significa che IJburg probabilmente non sarà completato nel 2012 come previsto.
A lavori ultimati, nel quartiere ci saranno 18.000 case, 45.000 abitanti e 12.000 posti di lavoro. Inoltre sono previste scuole e negozi, centri per il tempo libero, ristoranti, una spiaggia e un cimitero.

## Ponti

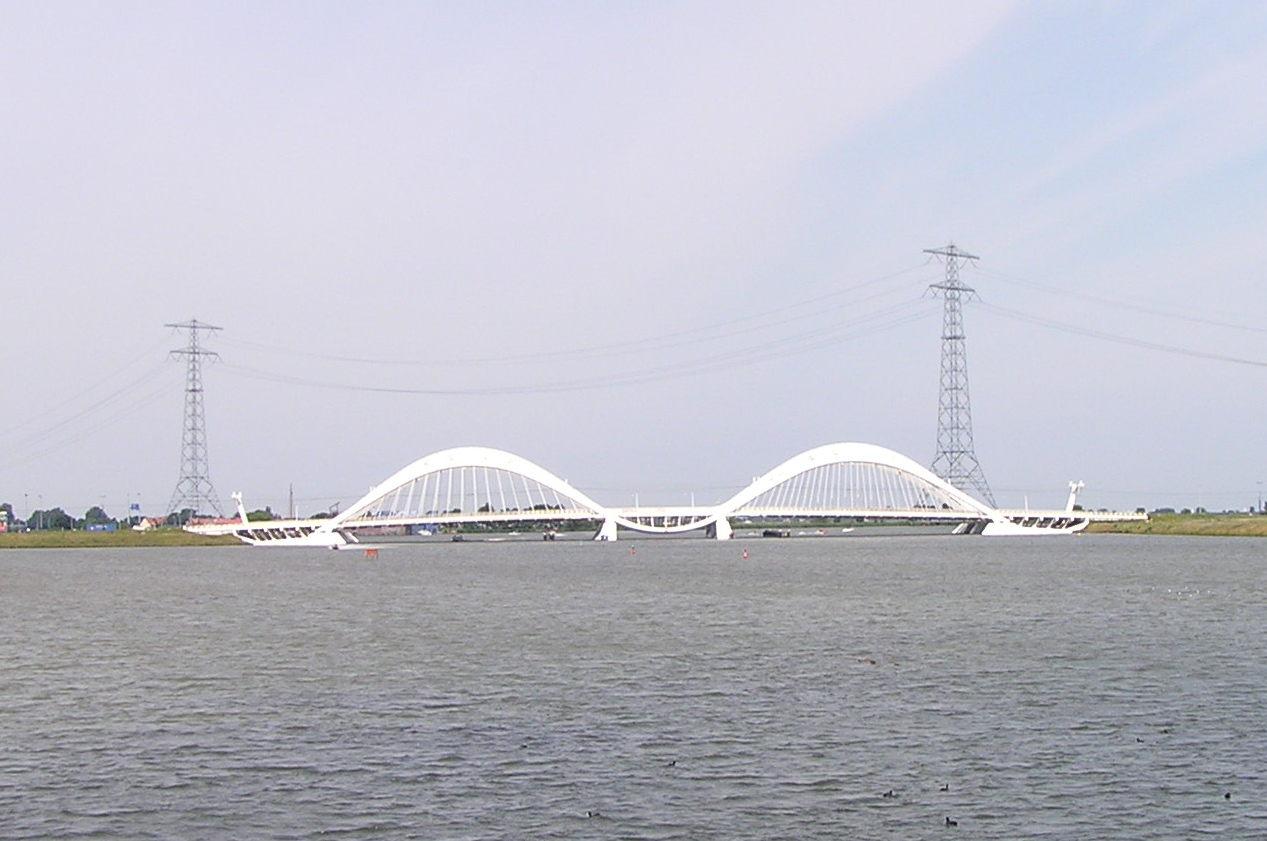
Il ponte Enneüs Heermabrug; a sinistra l'isola Steigereiland

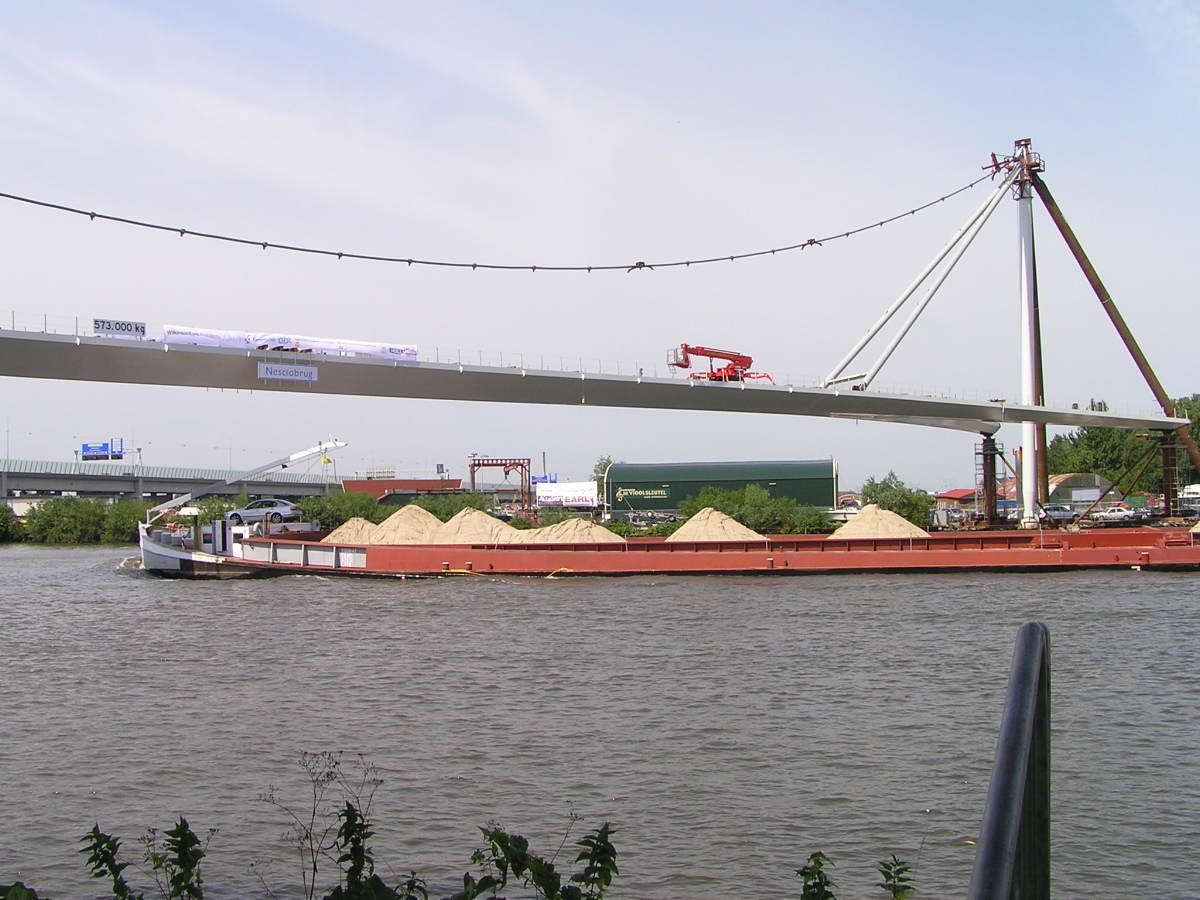
Il ponte Nesciobrug; a sinistra la diga Diemerzeedijk

IJburg si trova nel IJ Lake, quindi sono necessari molti ponti. Il primo ponte che è stato costruito, l'Enneüs Heermabrug, o "Brug 2001" (ponte 2001) nel sistema di numerazione di Amsterdam, collega le due isole Zeeburgereiland e Steigereiland. Attualmente questo ponte è la via principale che porta a IJburg ed è anche attraversato dal tram. Il ponte, progettato dall'architetto inglese Nicholas Grimshaw, è stato costruito nel 2000 e, con le sue due campate di 75 metri, è uno dei ponti più grandi di Amsterdam.
Brug 2002 (ponte 2002) è stato progettato dallo stesso architetto ed è una versione più piccola di Brug 2001. Questo ponte collega le isole Steigereiland e Haveneiland. Anche questo ponte è attraversato dal tram.
I pedoni e i ciclisti di IJburg hanno un ponte a parte che li collega a Ooster Ringdijk e Watergraafsmeer: si tratta del ponte Nesciobrug, la cui estremità meridionale termina in un'ampia pista ciclabile a spirale. Il nome deriva dallo scrittore Fritz Grönloh, il cui pseudonimo era Nescio (in latino "io non so").